# Bron i Argenteuil
Bron i Argenteuil (franska: Le Pont d'Argenteuil) är en oljemålning av Claude Monet som finns i flera utförande. 
Målningen föreställer en bro över Seine i Argenteuil, en ort utanför Paris där familjen Monet var bosatt från december 1871 till 1878. Av de omkring 170 målningar som tillkom under denna period avbildas Seines flodlandskap i ungefär hälften. Det var också här som Monet byggde sin berömda ateljébåt som möjliggjorde en låg utgångspunkt som kännetecknar många av hans målningar från Argenteuil. 
Monets första målningar från Argenteuil visar hur bron repareras 1872 efter det förödande fransk-tyska kriget. De kanske mest kända målningarna av bron tillkom 1874 och är utställda på Musée d'Orsay i Paris, National Gallery of Art i Washington och Neue Pinakothek i München. Det fanns även en järnvägsbro i Argenteuil som Monet avbildade i ett flertal målningar under 1870-talet. 

## Andra versioner

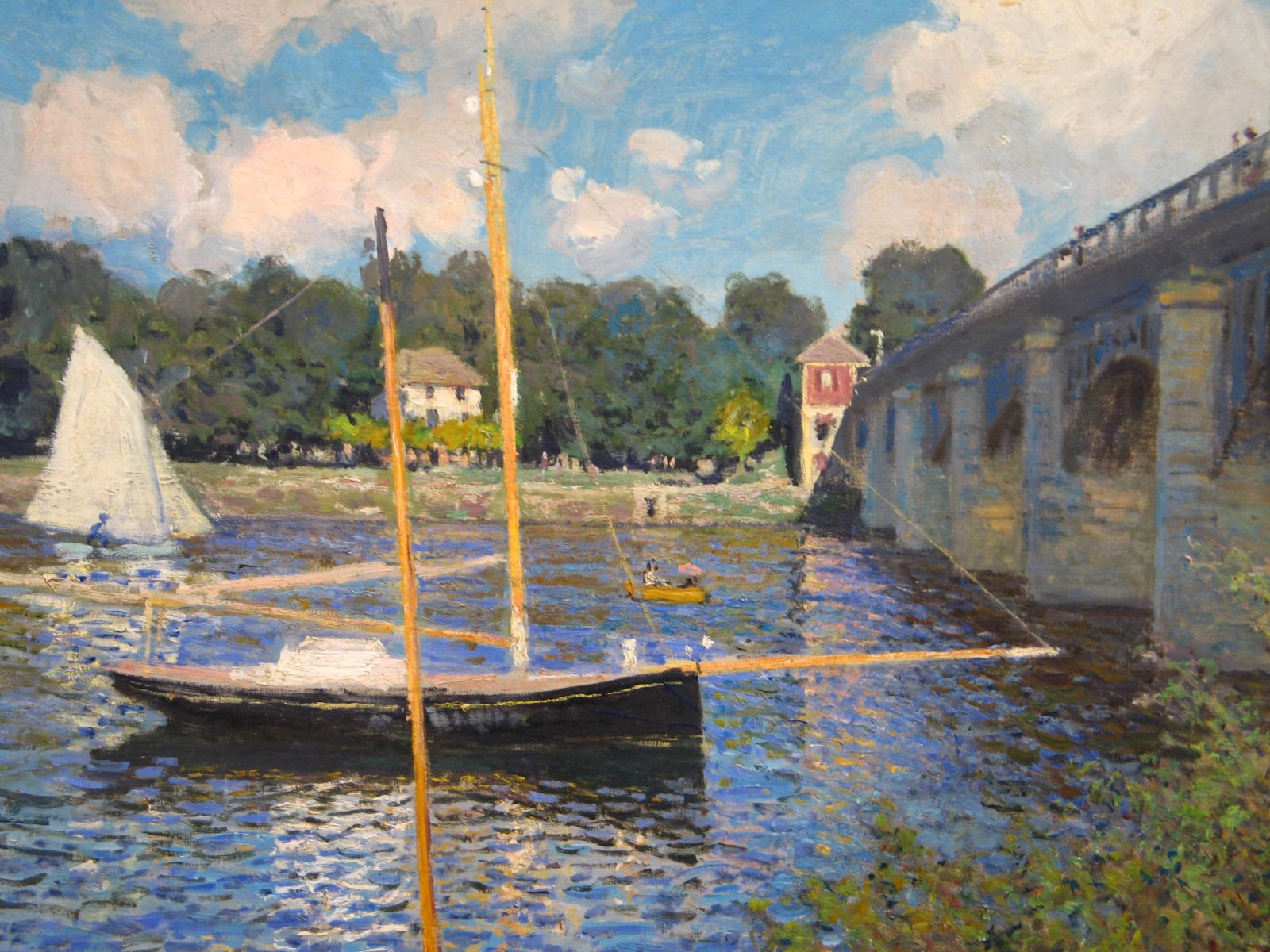
National Gallery of Art (1874).
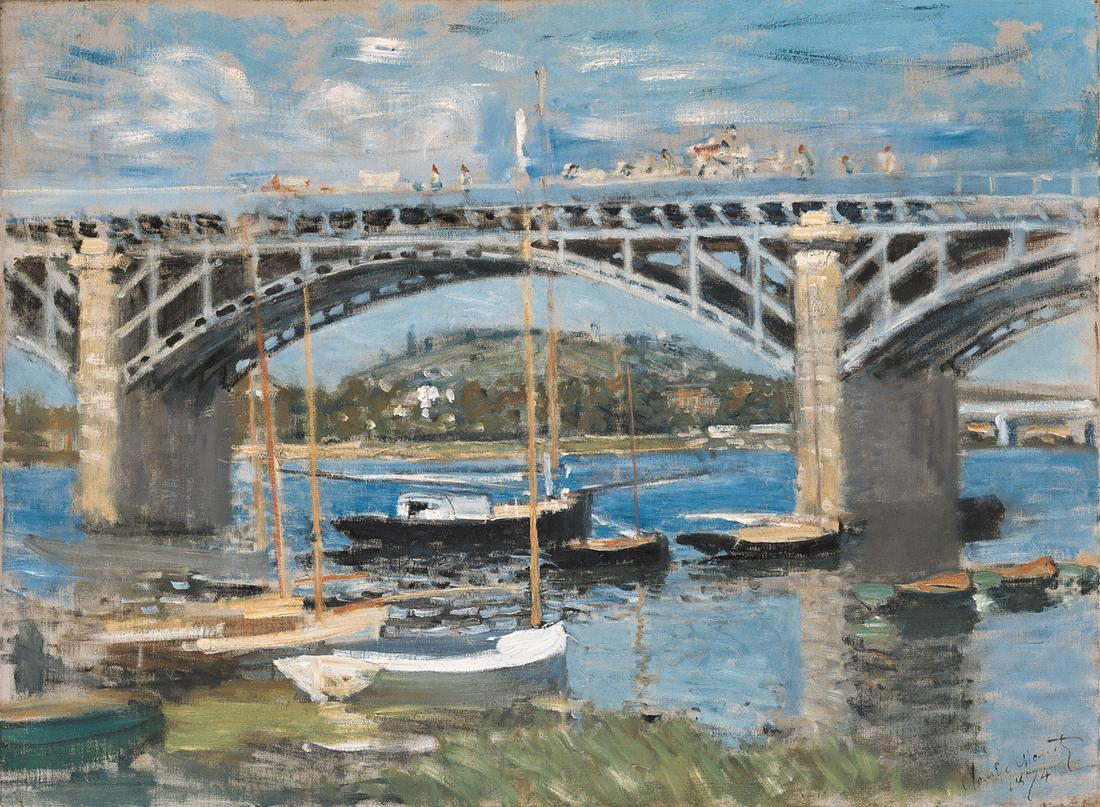
Neue Pinakothek (1874).
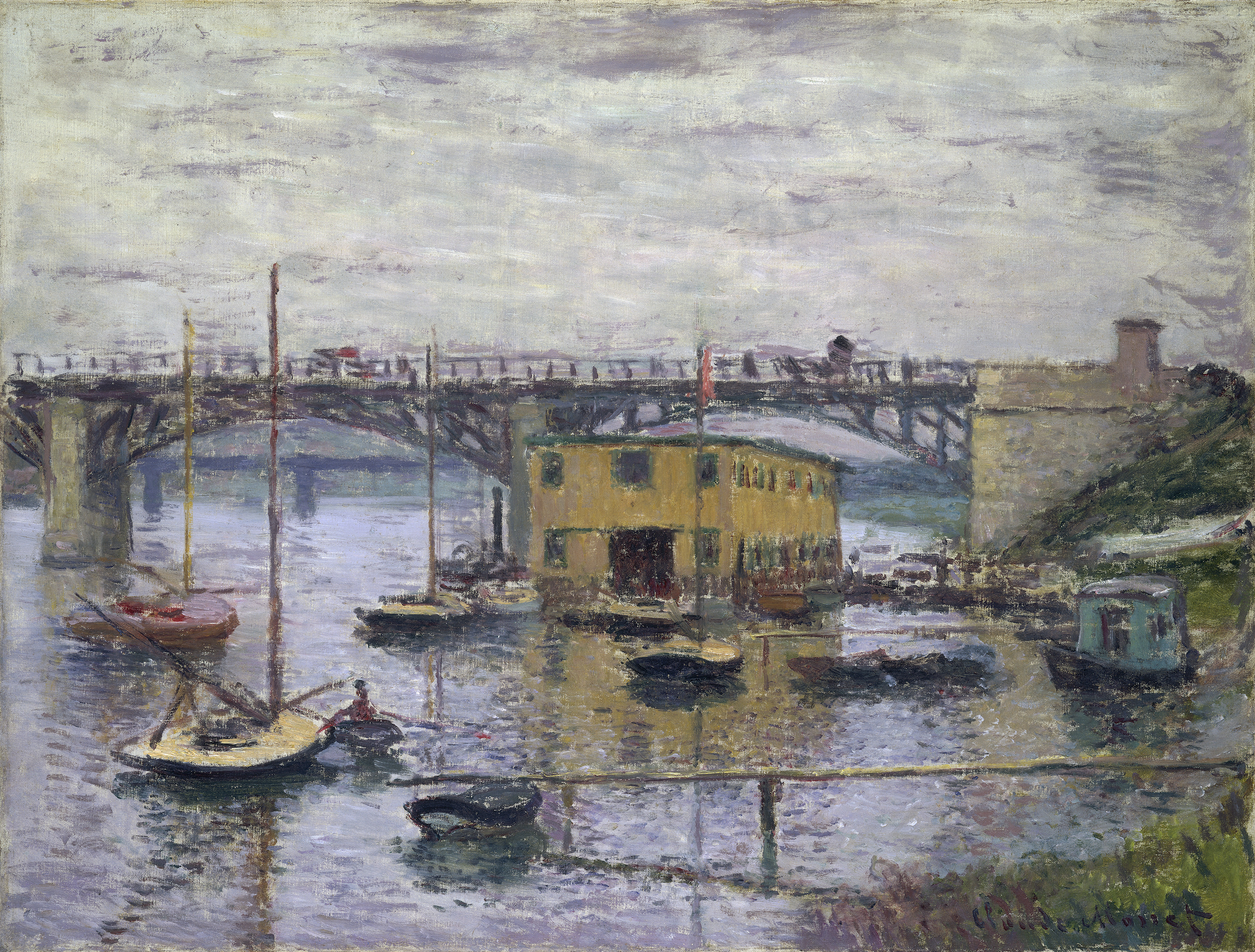
Bridge at Argenteuil on a Gray Day (1876), National Gallery of Art.
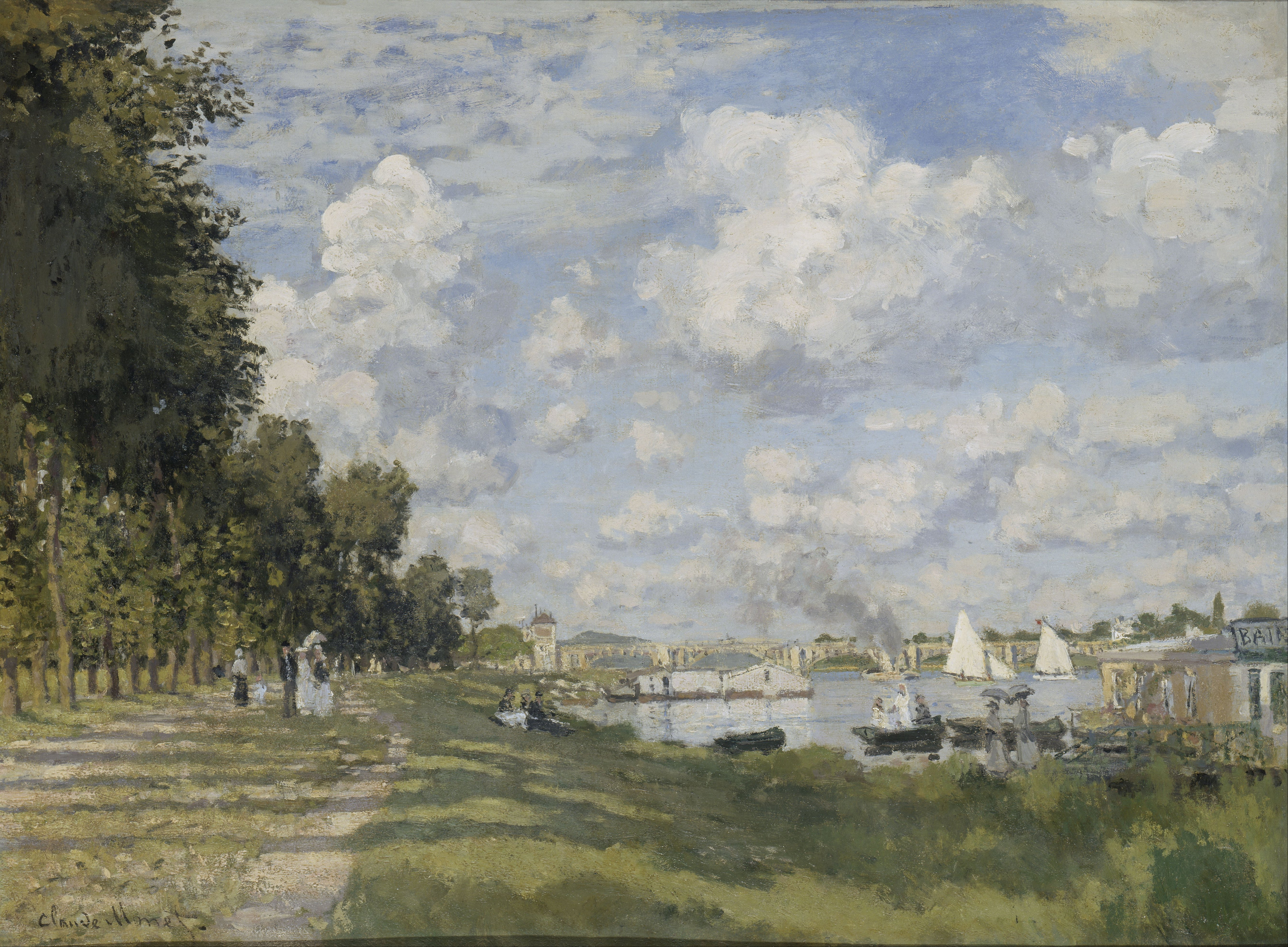
Le bassin d'Argenteuil (1872), Musée d'Orsay.

## Den gamla bron repareras efter kriget

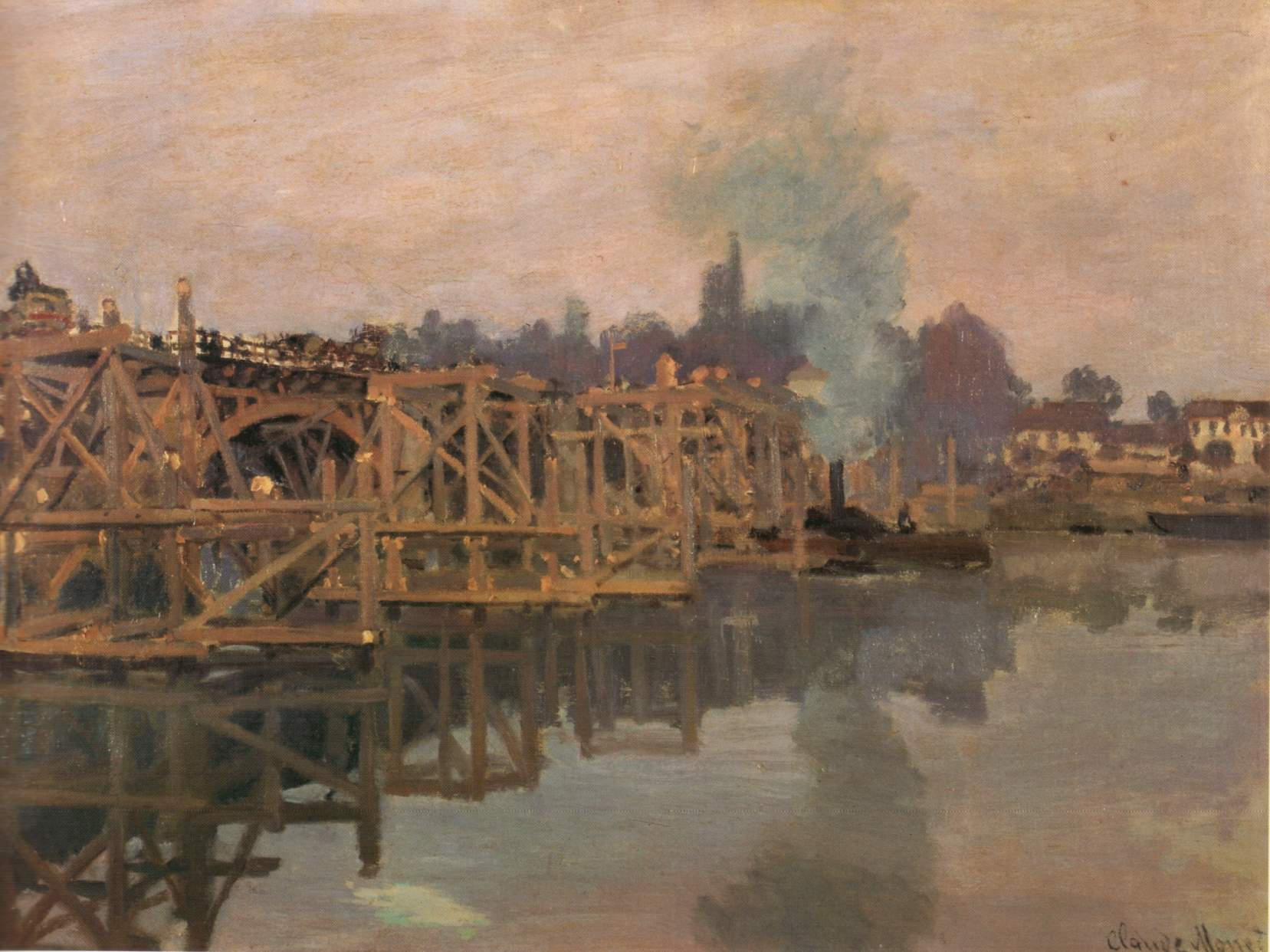
I privat ägo och utlånad till Fitzwilliam Museum (1872).
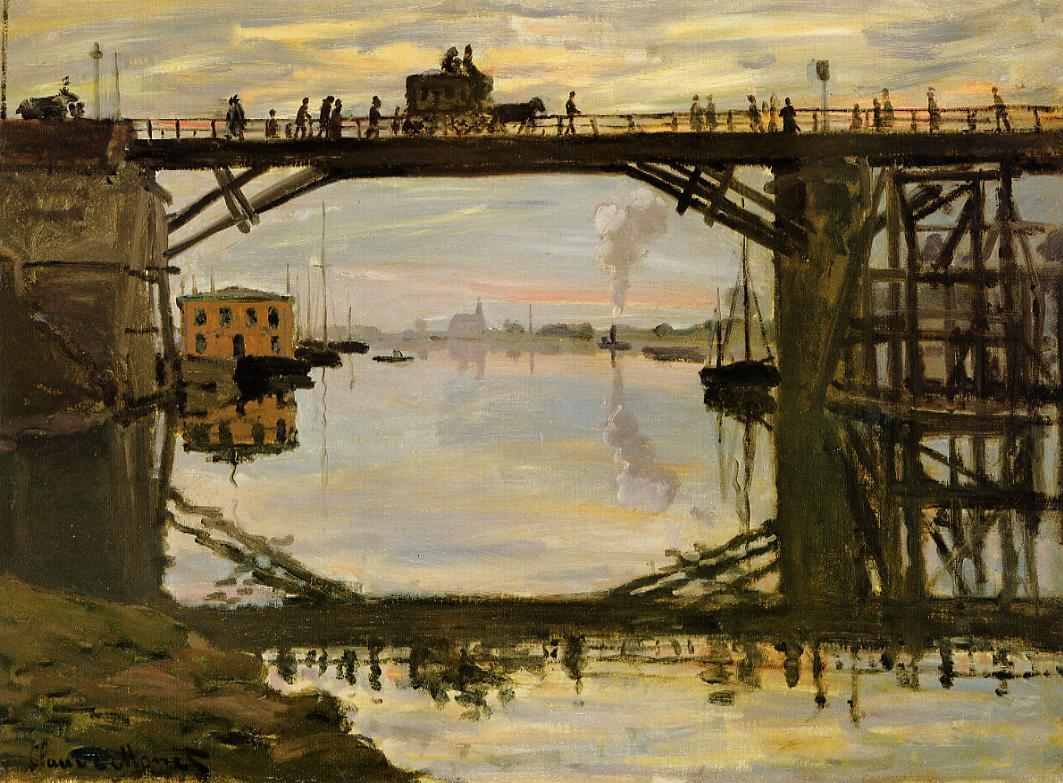

## Järnvägsbron i Argenteuil

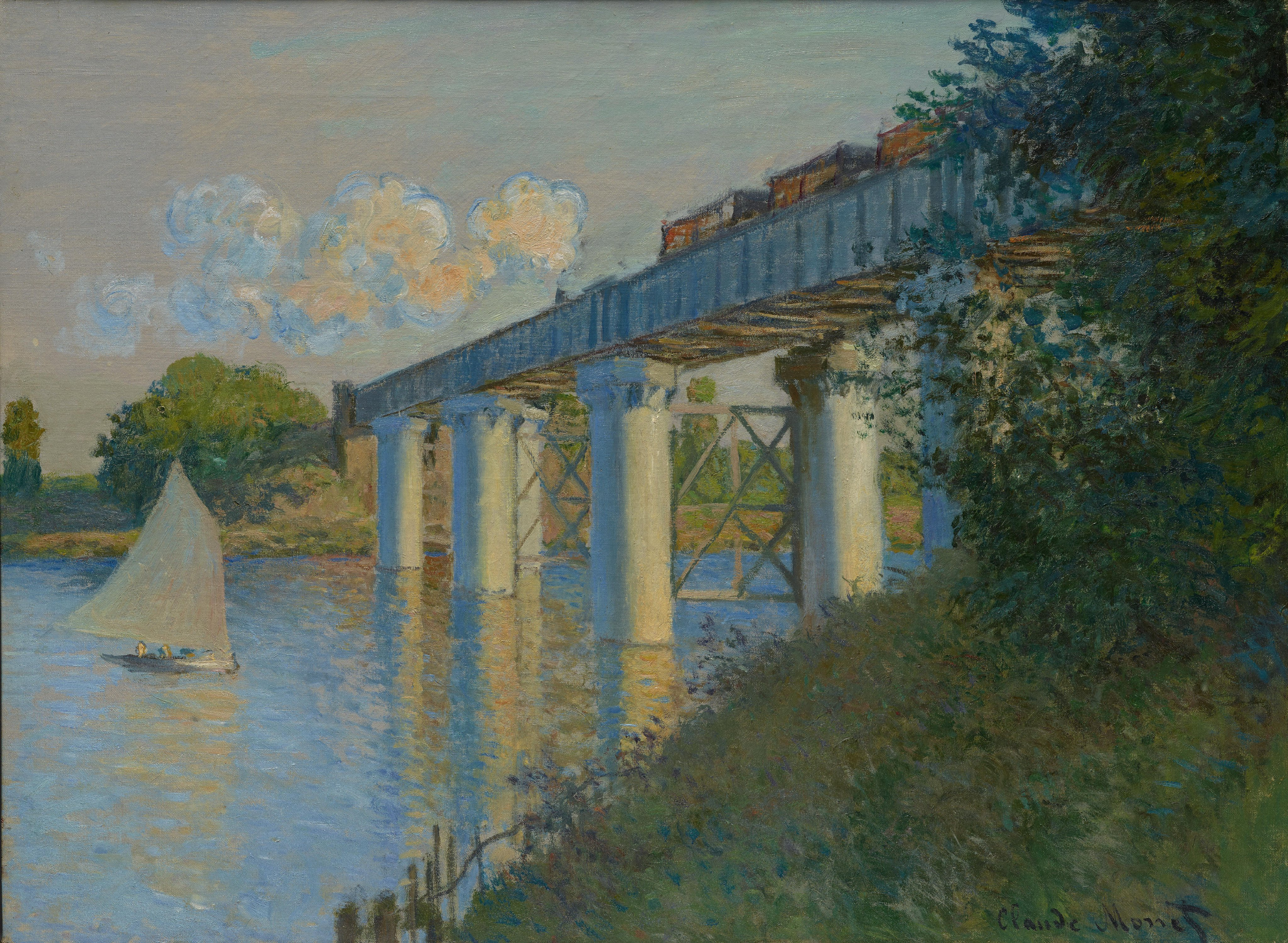
Railroad Bridge, Argenteuil (1873), Philadelphia Museum of Art.
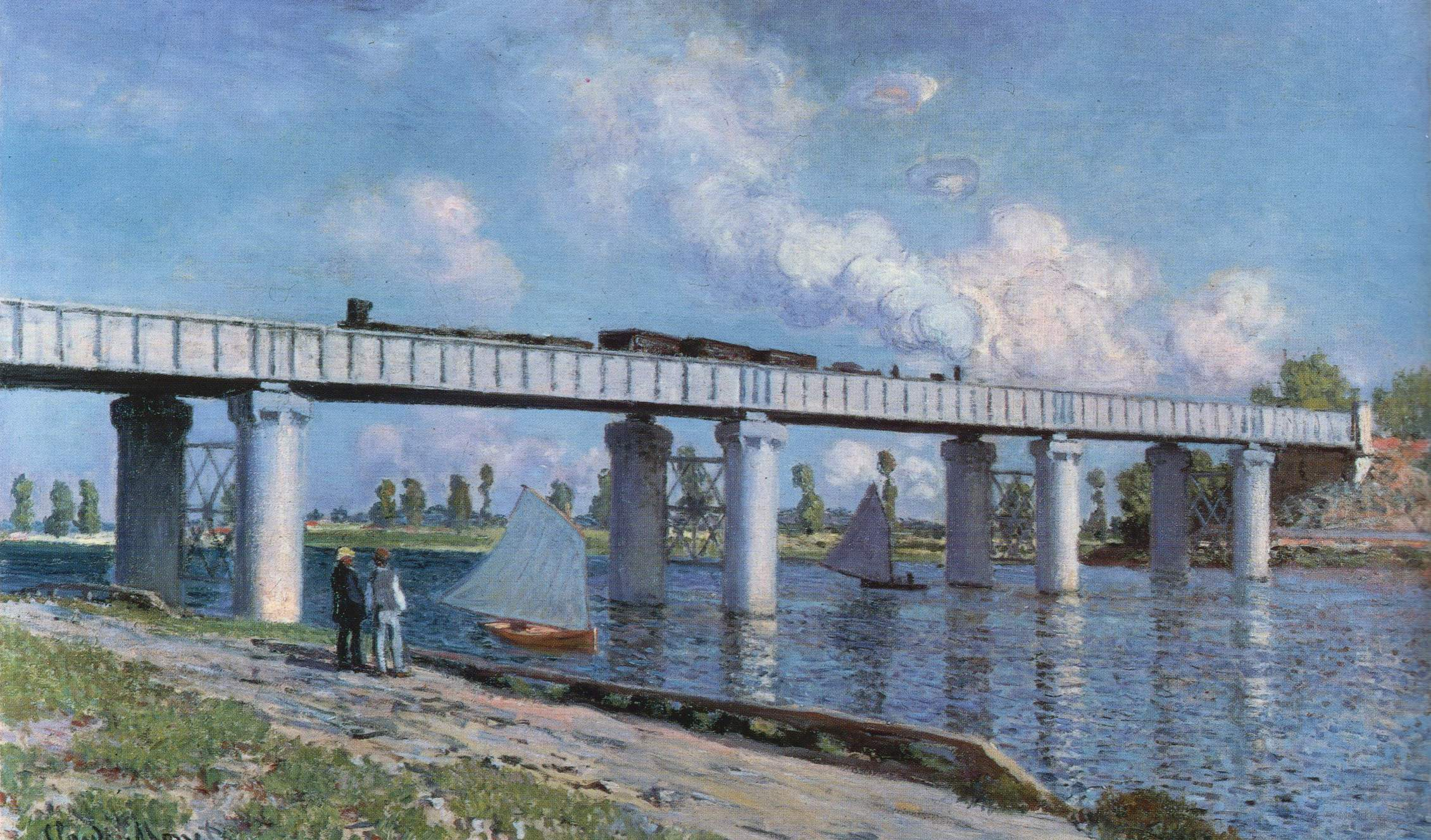
Privat ägo.
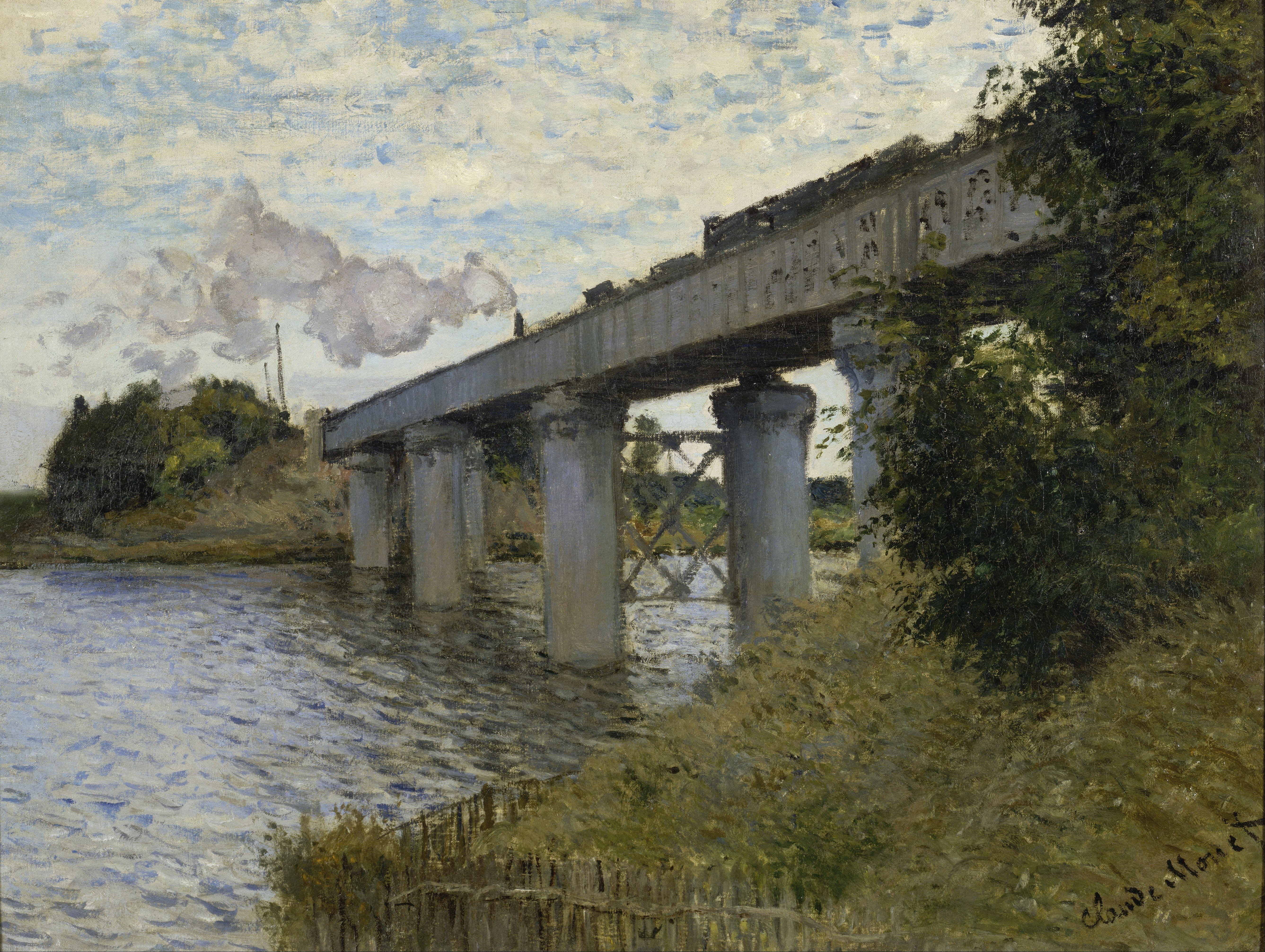
Le pont du chemin de fer à Argenteuil (1873–1874), Musée d'Orsay.
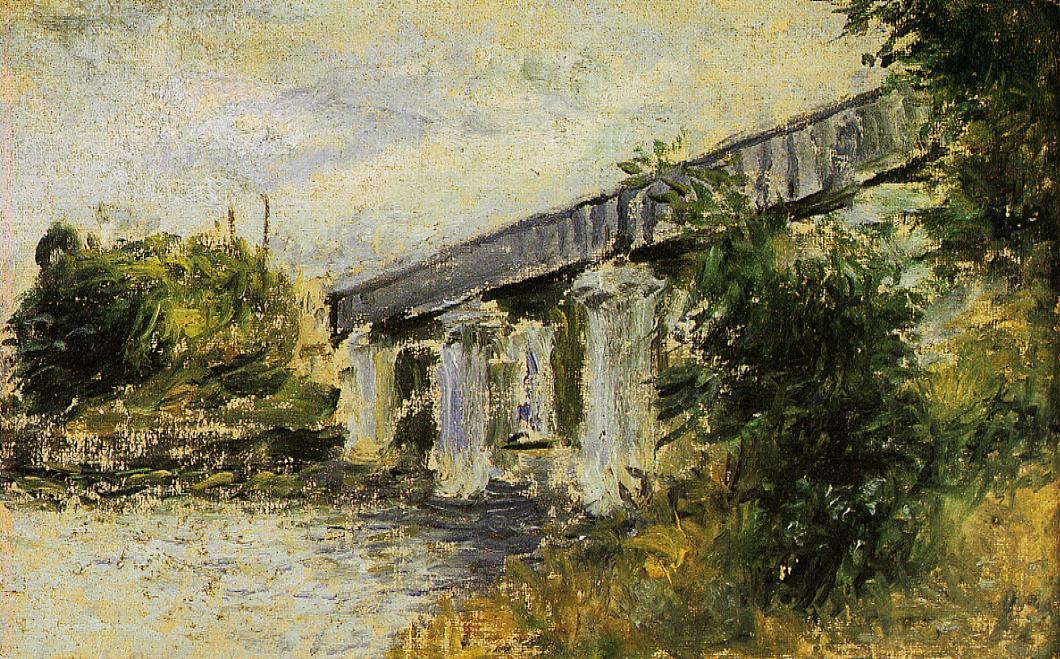
Musée Marmottan Monet
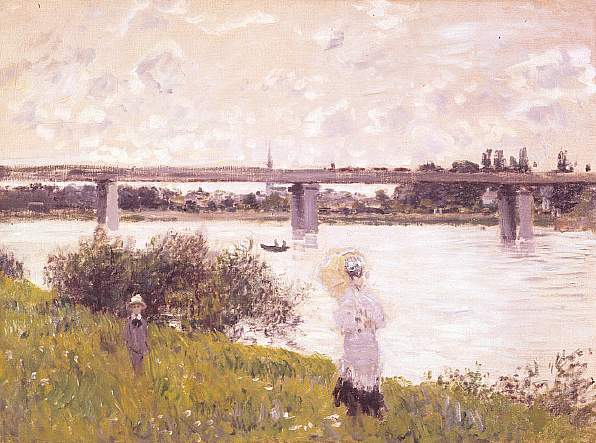
The Promenade with the Railroad Bridge, Argenteuil (1874), Saint Louis Art Museum.